# Soteriologia
Soteriologia (z gr. σωτήρ soter – zbawca, λόγος logos – słowo) – wywodzi się z antycznej Grecji, tzw. soteria. Dział teologii chrześcijańskiej (w katolicyzmie dział teologii dogmatycznej), którego przedmiotem jest zbawienie oraz Jezus Chrystus jako Zbawca. W buddyzmie występuje w mahajanie tłumaczącej proces realizacji stanu Buddy dostępny „czującym istotom”, np. według doktryny jogaczara.

## Grecka soteria
Soteriologia (grecka soteria) występuje w całej filozofii antycznej greckiej. Soteria jest tym, co dzisiaj nazwalibyśmy zasadą samorealizacji, dobroczynną siłą, która kieruje naszym rozwojem, pomagając nam osiągnąć upragniony cel wyzwolenia, integracji i szczęścia. Mówi się, że sama nazwa Sokrates wywodzi się od soter, co oznacza zbawiciela.  Najpełniejsze wyjaśnienie zasady soterycznej znajdujemy w pracach Filona z Aleksandrii (20 p.n.e. – 50 n.e.), które stanowiły syntezę filozofii greckiej i judaizmu. U Pyrona z Elidy (360 p.n.e., zm. ok. 286 p.n.e.), który odwiedził buddyjskie miejsca w Indiach, np. Taksila, podczas kampanii Aleksandra Wielkiego, soteriologia wynika z jego metod, typowych dopiero dla późnej mahajany, tj. madhjamaki, takich jak reductio ad absurdum, tetralemma, wolność od skrajności (poglądów), tzw. ataraksja.

## Chrześcijaństwo

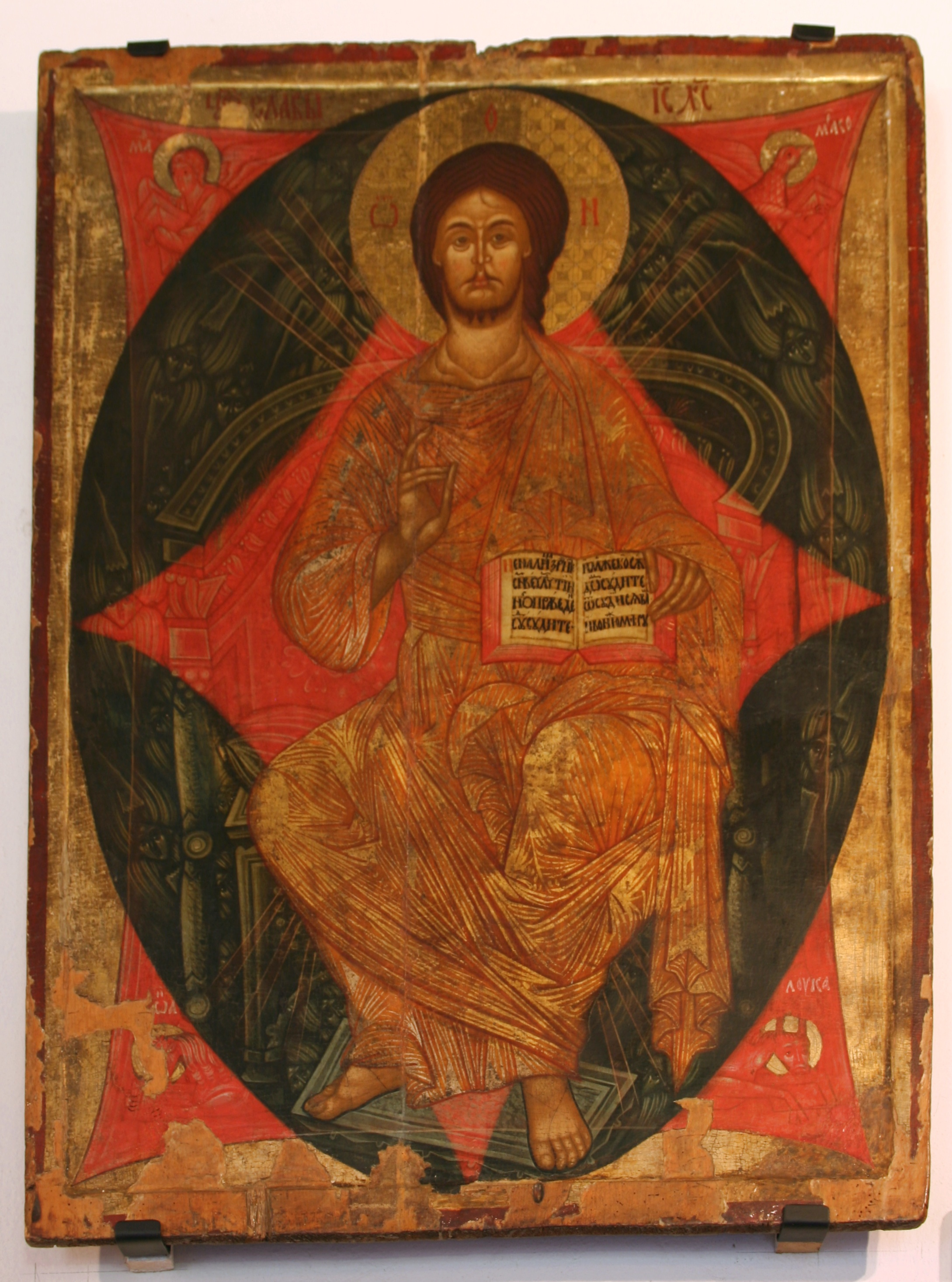
Ikona Zbawiciel w majestacie z XV wieku

We współczesnej ogólnej katolickiej teologii dogmatycznej soteriologia klasyfikowana jest nie jako autonomiczny dział nauki lecz jako szczegółowy dział chrystologii. Jako metodę naukową w soteriologii stosuje się metody właściwe dla nauk teologicznych, które są refleksją rozumową nad danymi objawienia, weryfikowalną analogicznie do nauk humanistycznych.
Soteriologia stanowi również dział religioznawstwa i jego nauk pokrewnych. Przedmiotem wówczas jest zbawienie i Zbawca rozumiane jako pojęcia szersze lub inne niż przyjęte w chrześcijaństwie. Stosowane wówczas metody naukowe będą należeć do nauk społecznych. 
Wg wykładni Pisma Świętego dzieło zbawienia jest suwerennym aktem Boga, który zarówno zbawia jak i objawia wybranym swoje dzieło zbawienia.

## Buddyzm

Nauczający Budda Siakjamuni, Nara National Museum, Nara, Japonia

Tematyka soteriologii występuje w buddyjskiej epistemologii. Obecna jest np. w dziełach doktryn jogaczary i madhjamaki, których autorami byli Dignaga (ok. 480–540) i Dharmakirti (ok. 530–600) z Indii.
Kluczową tematyką soteriologii buddyjskiej jest możliwość wszystkich „czujących istot” realizacji „Doskonałego Oświecenia”. Stan „Doskonałego Oświecenia” w mahajanie to trzy ciała Buddy. Nie jest to stan zbawienia ale wyzwolenia z niewiedzy.
W buddyjskiej doktrynie madhjamaka wyróżnia się podział na dwie prawdy bądź dwie rzeczywistości (sanskryt: satya):
| „Znawca Świata (epitet Siakjamuniego) rozróżnił te dwie rzeczywistości. Pierwszą wydającą się (ang.: the seeming), drugą ostateczną”. Tybetański madhjamika Pało Rinpocze: „[Wydające się] nie jest stabilną rzeczywistością, ponieważ nie może sprostać analizie i gdyż nie wydaje się buddom jako obiekt medytacji... [Ostateczność] jest autentyczna, ze względu że jest ona niezbędna dla tych co dążą do wyzwolenia, i jest nieomylna w stosunku do rezultatu jakim jest stan buddy”. |

Ze względów powyższych, w madhjamace, podział pomiędzy dwoma rzeczywistościami nie jest ontologiczny ale elementarnie epistemologiczny. Oznacza to, że nie mówimy o dwóch oddzielnych zbiorach rzeczywistości, które by niezależnie i obiektywnie przebywały w dwóch oddzielnych sferach zwanych sansarą i nirwaną. Dwie rzeczywistości odnoszą się po prostu do tego, co jest „doświadczane” przez dwie kategorie „istot”: uwarunkowanych (tzw. czujących) i nieuwarunkowanych (buddów).
Znaczenie soteriologiczne prawdy konwencjonalnej jest więc niezaprzeczalne. Można wyrazić to uproszczeniem: „wydające się” wydaje się coraz mniej, prowadząc jednak we właściwym kierunku, aż do stanu buddy. Madhjamika Czandrakirti oznajmia:
| Prawda konwencjonalna jest metodą. Prawda ostateczna jest tym co wyłania się z (tej) metody. Ci co nie wiedzą jak rozróżniać między tymi dwiema (prawdami). Popadną, z powodu niewłaściwego rozumowania, w poślednie ścieżki. |

Jogaczara wyodrębnia (1) aspekt wyobrażony – odnoszący się do stanów konceptualnych przypisywanych na dualistyczne postrzeganie subiekt-obiekt, (2) aspekt zależny – odnoszący się do dualistycznych stanów subiekt-obiekt, (3) aspekt doskonale obecny – odnoszący do natury buddy poza wszelkimi stanami dualistycznymi i konceptualnymi. Aspekty wyobrażony i zależny odnoszą się do poziomu konwencjonalnego (wydającego się). Aspekt doskonale obecny odnosi się do poziomu ostatecznego.
Trzy aspekty nie są trzema oddzielnymi ontologicznymi „bytami”. Nie jest tak, że wyjmując aspekt wyobrażony (1) od aspektu zależnego (2) osiągamy aspekt doskonale obecny (3), tak jak zarzuca się doktrynie czittamatra.
Jogaczara naucza o aspekcie zależnym jako dynamicznym procesie porzucania iluzji jedynie. Ma to status soteriologiczny: Aspekt zależny (2) odpowiedzialny jest za kontynuację doświadczania, które z nieoczyszczonego od aspektu wyobrażonego dociera do aspektu doskonale obecnego poza wszelką iluzją. Od początku tego procesu coraz bardziej jest się obecnym swojej prawdziwej natury, natury Buddy. 
| Siunjata (brak tożsamości „ja” i zjawisk) jest po prostu innym określeniem podejścia do procesu leczenia naszych subiektywnych odniesień do wyobrażonych tożsamości. Tak długo jak jest błędne widzenie obiektów, również jest i subiektywny proces. Poprzez zrealizowanie, że obiekty są wyobrażone, subiektywny proces naturalnie ustaje. Z drugiej strony, jeśli obiekty miały by naprawdę istnieć, nie możliwym by było ich usunięcie. |

Rozpatrując pojęcie natura Buddy warto zaznaczyć fundamentalną różnicę pomiędzy buddyzmem a np. chrześcijaństwem, gdzie stosuje się pojęcie „grzechu pierworodnego”. Natura Buddy ze wszystkimi doskonałymi cechami jest wrodzona naturalnie wszystkim „czującym istotom”. Parafrazując, wszyscy ludzie mają więc „doskonałość pierworodną”. Główny traktat jogaczary o naturze Buddy, „Mahayana Uttaratantra Shastra”, opisuje to następująco: 
| Doskonała kaja Buddy (sanskryt buddhakaya, synonim trzech ciał Buddy) jest wszystko obejmująca. (Owa) Takość jest poza wszelkimi podziałami. Wszystkie czujące istoty mają tą sposobność. Ponieważ one mają zawsze naturę Buddy. Budda powiedział: wszystkie istoty mają naturę Buddy „ze względu na obecność mądrości zawsze wrodzonej czującym istotom, ze względu na niesplamioną naturę poza dualizmem (subiekt-obiekt), ze względu na rezultat stanu Buddy. |

W buddyzmie przedmiotem soteriologii nie może być „zbawca z zewnątrz”. Buddyjskie prawo karmy wykazuje, że rezultaty powstałe z danych czynów doświadczane będą tylko przez istotę, która je wykonała i nikt inny nie może wyzwolić bądź zbawić z nich „z zewnątrz”. Rezultaty bowiem ściśle pochodzą z ich przyczyn, a nie z jakiegokolwiek grzechu, z „czyjejś” kary bądź z przeznaczenia. Tym niemniej soteriologia buddyjska dotyczy czasu aż do zrealizowania trzech ciał Buddy, „kiedy wszelkie tymczasowe zasłony (niewiedzy) – ściślej definiując my sami jako „czujące istoty” – będą nieobecne. Będzie tylko kwestią zbyteczną czy „nasze” dharmadhatu (natura buddy) i „cała reszta” dharmadhatu (natura buddy wszystkich buddów) są tym samym czy się różnią. To co nazywane jest „czująca istotą” jest niczym innym, jak tym właśnie błędem, co czyni takie rozróżnienia”..
Więcej czytaj w artykule o filozofii buddyjskiej